# 拉特龍卡爾縣
2°24′0″S 79°19′48″W / 2.40000°S 79.33000°W
拉特龍卡爾縣（西班牙語：Cantón La Troncal），是厄瓜多爾的縣份，位於該國中南部，由卡尼亞爾省負責管轄，面積324平方公里，海拔高度112米，2010年人口54,389，人口密度每平方公里434.8人。